# Мукунда Госвами
Муку́нда Госва́ми (санскр. मुकुन्द गोस्वामी, IAST: Mukunda Gosvāmī; имя при рождении — Майкл Грант, англ. Michael Grant; род. 10 апреля 1942, Портленд) — американский кришнаитский гуру, музыкант, публицист и писатель; один из первых учеников Бхактиведанты Свами Прабхупады (1896—1977) и один из духовных лидеров Международного общества сознания Кришны (ИСККОН). Руководитель Министерства по связям с общественностью ИСККОН (1980—1999); директор гуманитарной миссии «Харе Кришна — пища жизни» (1985—1998).

## Биография

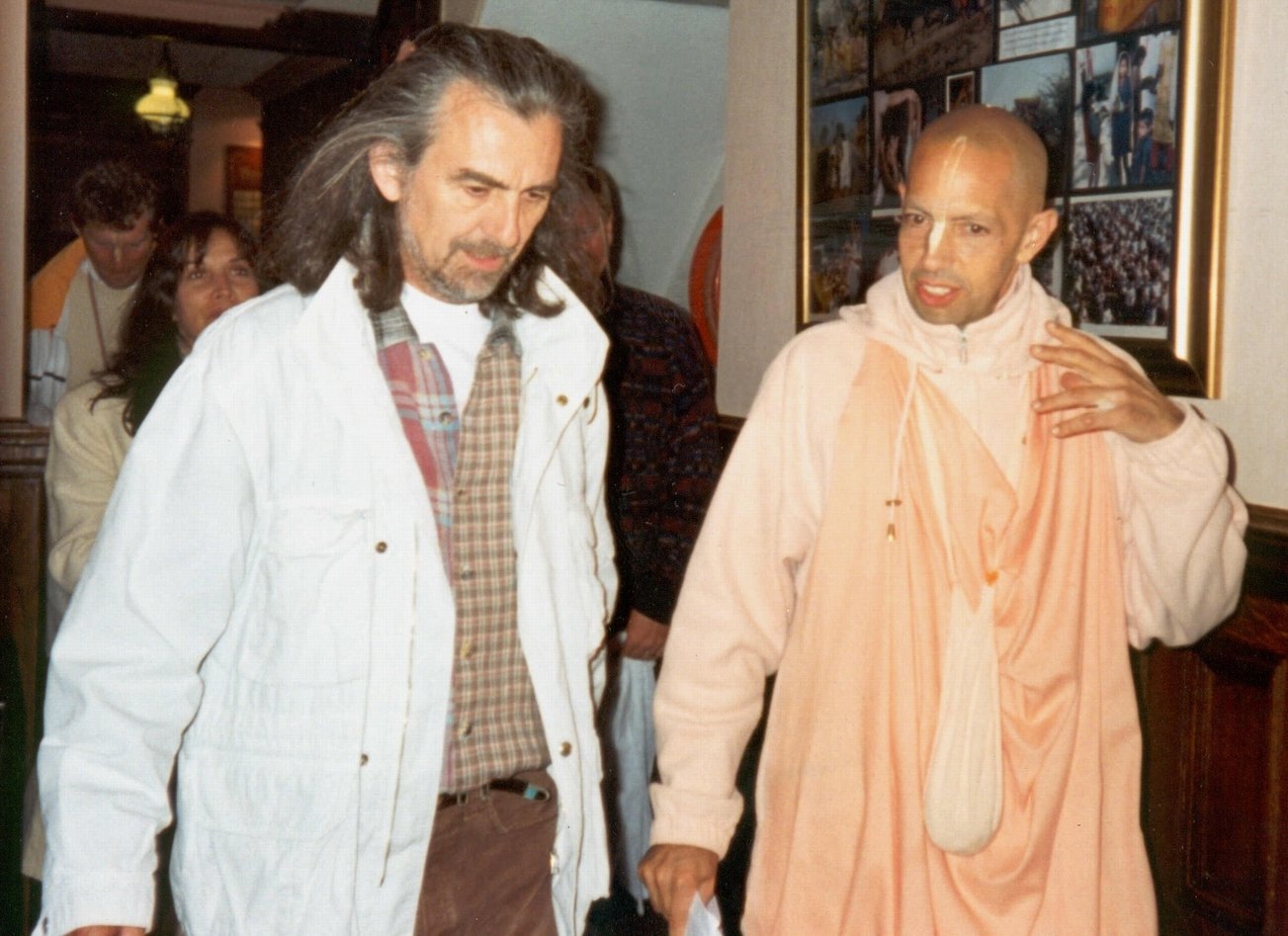
Мукунда Госвами беседует с Джорджем Харрисоном в коридорах Бхактиведанта-мэнора. Июнь 1996 года.

Майкл Грант родился 10 апреля 1942 года в Портленде, Орегон. Там же прошло его детство и отрочество. После окончания Рид-колледжа, работал профессиональным джазовым музыкантом. С целью продолжения музыкальной карьеры переехал в Нью-Йорк, где в мае 1966 года впервые встретил Бхактиведанту Свами Прабхупаду (это произошло за три месяца до того, как Прабхупада основал Международное общество сознания Кришны (ИСККОН)). В сентябре того же года Майкл стал одним из первых учеников Прабхупады, получив от него духовное посвящение и имя на санскрите «Мукунда Даса». При содействии Мукунды в 1966 году был открыт храм ИСККОН в Нью-Йорке, а в 1967 году — храм в Сан-Франциско.
В 1968 году Мукунда вместе с пятью другими кришнаитами отправился проповедовать в Лондон, где подружился с Джорджем Харрисоном и с его финансовой поддержкой открыл в британской столице храм Радхи-Кришны. В тот же период Мукунда был одним из участников группы Radha Krishna Temple, выпустившей два хит-сингла («Hare Krishna Mantra» и «Govinda»), а затем и первый в истории музыки поп-альбом санскритских мантр The Radha Krsna Temple.
В 1982 году Мукунда принял санньясу (уклад жизни в отречении) и титул «госвами». С 1980 по 1999 год Мукунда Госвами возглавлял в ИСККОН Министерство по связям с общественностью, а с 1984 по 1999 год был членом Руководящего совета. В 1986 году Мукунда Госвами стал одним из инициирующих гуру ИСККОН и начал принимать учеников.
С 2005 года Мукунда Госвами живёт в кришнаитской общине Нью-Говардхан в Новом Южном Уэльсе, где занимается написанием мемуаров о Прабхупаде и первых годах истории ИСККОН.

## Литературная и публицистическая деятельность
Мукунда Госвами является автором и соавтором таких книг, как «Chant and be Happy… The Story of the Hare Krishna Mantra» (1982), «Coming Back: The Science of Reincarnation» (1982), «The Higher Taste: A Guide to Gourmet Vegetarian Cooking and a Karma-Free Diet» (1983), «Divine Nature: A Spiritual Perspective on the Environmental Crisis» (опубликована на русском языке под названием «Божественная природа: духовный взгляд на экологический кризис») и «Inside the Hare Krishna Movement: an Ancient Eastern Religious Tradition Comes of Age in the Western World» (2001).
В период с 2001 по 2005 год Мукунда Госвами вёл колонку в The Hindustan Times — одной из крупнейших газет Индии.

## Ученики
- Кришна Дхарма — британский писатель и публицист.
- Святослав Ещенко (Свасти Даса) — российский юморист.[3]

## Галерея

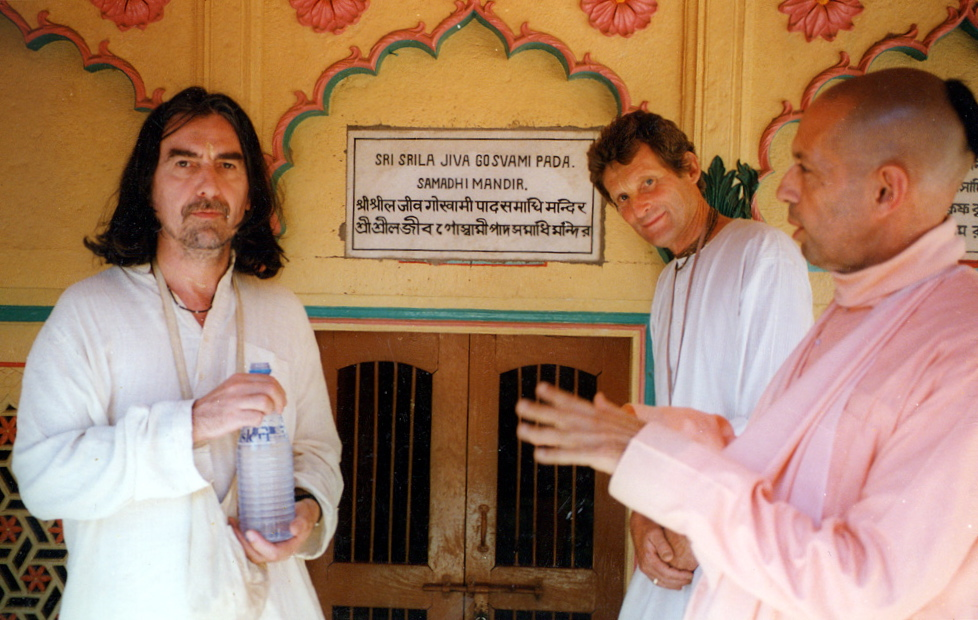
Мукунда Госвами (крайний справа), Джордж Харрисон (слева) и Шьямасундара Даса у самадхи кришнаитского святого Дживы Госвами (Вриндаван, Индия, 1996 год).
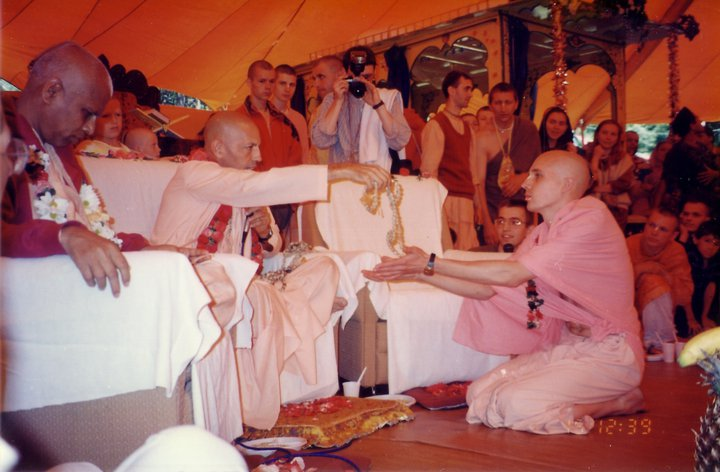
Мукунда Госвами даёт духовное посвящение новым ученикам в храме ИСККОН в Москве (15 июля 1996 года)
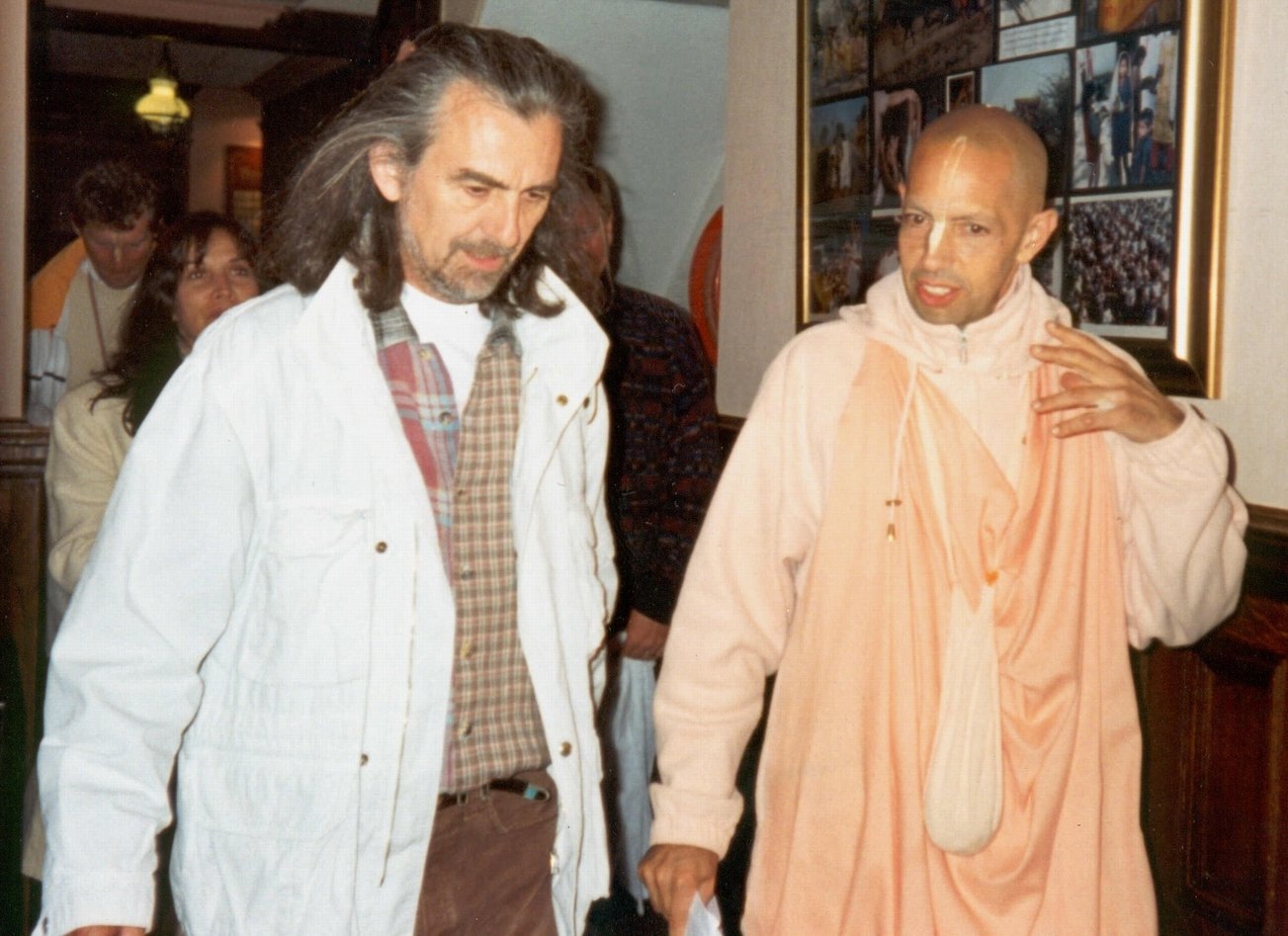
Мукунда Госвами и Джордж Харрисон в Бхактиведанта-мэноре (1996 год)